# Antica diocesi di Norwich

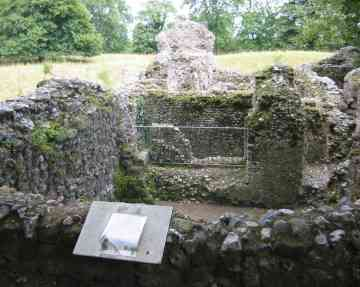
Resti della cattedrale anglosassone di Elmham.

Mappa delle diocesi anglosassoni nel IX-X secolo: le diocesi di Dunwich e di Elmham si trovano nella parte orientale dell'isola.

La diocesi di Norwich (in latino: Dioecesis Norwicensis) è una sede soppressa della Chiesa cattolica in Inghilterra.

## Territorio
La diocesi si estendeva sul Norfolk, il Suffolk e parte del Cambridgeshire.
Sede vescovile era la città di Norwich, dove si trova la cattedrale della Santissima Trinità.
Essa comprendeva oltre un migliaio di parrocchie, raggruppate in quattro arcidiaconati: Norfolk, Norwich, Suffolk (o Ipswich) e Sudbury.

## Storia
L'evangelizzazione del regno dell'Anglia orientale iniziò quasi subito dopo l'arrivo dei missionari inviati nel 596 in Britannia da papa Gregorio Magno alla guida del monaco Agostino.
Ma la nuova religione poté consolidarsi solo quando salì al trono Sigeberto (630-635), il quale era stato battezzato in Gallia. Questi, con il benestare dell'arcivescovo Onorio di Canterbury, chiamò nel proprio regno il vescovo franco-burgundo san Felice, legato al monachesimo di Luxeuil e alla diocesi di Meaux, il quale fondò nel 630 la diocesi di Dunwich (Domnoc) nel sud del regno anglo-orientale (Suffolk). La missione ebbe un grande successo, e coinvolse in modo particolare i membri della famiglia reale: molte discendenti femminili infatti si distinsero per la loro vita santa e devota e spesso finirono per fondare abbazie o diventare abbadesse dei principali monasteri dell'isola.
Nella parte settentrionale del regno (Norfolk) operavano contemporaneamente dei missionari irlandesi, guidati dall'abate san Furseo e sostenuti dal re Sigeberto. I missionari si installarono in una località chiamata Cnoberesburgh (oggi Burgh Castle); la missione di Furseo fu continuata dal fratello Foillano.
Quando il vescovo Bisi si ritirò per anzianità nel 673, l'arcivescovo di Canterbury Teodoro autorizzò la divisione della diocesi di Dunwich, che dette origine alla nuova sede di Elmham, nella parte settentrionale del regno.
Dopo l'870, a seguito dell'invasione dei Vichinghi danesi e dell'instaurazione del Danelaw, le due diocesi dell'Anglia orientale ebbero molto a soffrire e rimasero vacanti per alcuni decenni; l'invasione danese portò inoltre alla distruzione di chiese e monasteri.
Ritornata la pace, poté essere restaurata la gerarchia. Tuttavia la sede di Dunwich fu abbandonata ed i vescovi di Elmham governarono tutta l'Anglia orientale, finché il vescovo Herfast, italiano di origine e cappellano di Guglielmo il Conquistatore, trasferì la sede a Thetford. In seguito, nel 1094 circa, durante il regno di Guglielmo II, il vescovo Herbert trasferì nuovamente la sede da Thetford a Norwich.
Nel 1096 fu iniziata la costruzione della cattedrale di Norwich, dedicata alla Santissima Trinità, che venne ultimata nel 1145.
L'ultimo vescovo in comunione con Roma fu John Hopton, eletto durante il periodo della restaurazione cattolica sotto la regina Maria e morto nel 1558.
Nel 1976 fu eretta la diocesi di East Anglia con sede nella stessa città di Norwich e un territorio in gan parte coincidente con quello dell'antica diocesi, tuttavia non ha assunto il nome di diocesi di Norwich per le disposizioni contenute nel Roman Catholic Relief Act 1829, che ha stabiito il divieto di costituire diocesi cattoliche con lo stesso nome di quelle anglicane.

## Cronotassi dei vescovi

### Vescovi di Elmham
- Beaduwine † (673 - 679 deceduto)
- Nothbeorht † (680)
- Heathulac † (731)
- Aethelfrith † (circa 736)
- Eanfrith † (circa 736 - circa 758)
- Eanferth †
- Aethelwulf †
- Alhheard †
- Waermund †
- Wilfred † (870)
- Athulph (Eadwulf) † (prima del 956 - dopo il 964)
- Aelfric †
- Theodred † (prima del 975 - 995)
- Athelstan † (995 - 7 ottobre 1001 deceduto)
- Algarus † (? - 1021 dimesso)
- Aelfwine † (1021 - prima del 1035 deceduto)
- Aelfric † (? - 1038 deceduto)
- Stigand † (1038 - 1040 deposto)
- Grimketel † (1040 - 1042)
- Stigand † (1042 - 1047 nominato vescovo di Winchester) (per la seconda volta)
- Æthelmær † (1047 - dopo il 1055)
- Herfast † (1070 - 1072 trasferisce la sede a Thetford)

### Vescovi di Thetford
- Herfast † (1072 - 1084 deceduto)
- William de Beaufeu † (1086 - 1091 deceduto)
- Herbert de Losinga † (1091 - circa 1094 trasferisce la sede a Norwich)

### Vescovi di Norwich
- Herbert de Losinga † (circa 1094 - 22 luglio 1119 deceduto)
- Everard of Calne † (12 giugno 1121 - 1145 dimesso)
- William de Turbeville † (1146 - 16 gennaio 1175 deceduto)
- John of Oxford † (14 dicembre 1175 - 2 giugno 1200 deceduto)
- John de Gray † (24 settembre 1200 - 18 ottobre 1214 deceduto)
- Pandolfo Verraccio † (prima del 4 novembre 1215 - 16 settembre 1226 deceduto)
- Thomas Blunville † (20 dicembre 1226 consacrato - 16 agosto 1236 deceduto)
- William de Raley † (25 settembre 1239 consacrato - 17 settembre 1243 nominato vescovo di Winchester)
- Walter Suffield † (19 febbraio 1245 consacrato - 18 maggio 1257 deceduto)
- Simon Walton † (10 marzo 1258 consacrato - 2 gennaio 1266 deceduto)
- Roger Skerning † (4 aprile 1266 consacrato - 22 gennaio 1278 deceduto)
- William Middleton † (29 maggio 1278 consacrato - 1º settembre 1288 deceduto)
- Ralph Walpole † (20 marzo 1289 consacrato - 5 giugno 1299 nominato vescovo di Ely)
- John Salmon † (15 luglio 1299 - 6 luglio 1325 deceduto)
- William Ayermin † (19 settembre 1325 - 27 marzo 1336 deceduto)
- Antony Bek † (14 marzo 1337 - 18 dicembre 1343 deceduto)
- William Bateman † (23 gennaio 1344 - 6 gennaio 1355 deceduto)
- Thomas Percy † (4 febbraio 1355 - 18 agosto 1369 deceduto)
- Henry le Despenser † (3 aprile 1370 - 23 agosto 1406 deceduto)
- Alexander Tottington † (24 febbraio 1407 - aprile 1413 deceduto)
- Richard Courtenay † (28 giugno 1413 - 15 settembre 1415 deceduto)
- John Wakering † (31 maggio 1416 consacrato - 9 aprile 1425 deceduto)
- William Alnwick † (27 febbraio 1426 - 19 settembre 1436 nominato vescovo di Lincoln)
- Thomas Brunce † (19 settembre 1436 - 6 dicembre 1445 deceduto)
- Walter Hart † (24 gennaio 1446 - 17 maggio 1472 deceduto)
- James Goldwell † (16 luglio 1472 - 15 febbraio 1499 deceduto)
- Thomas Jane † (14 giugno 1499 - settembre 1500 deceduto)
- Richard Nykke † (26 febbraio 1501 - 14 gennaio 1536 deceduto)[2]
- John Hopton, O.P. † (21 giugno 1555 - dopo il 24 agosto 1558 deceduto)